# Eduard Euler
Eduard Euler (* 19. August 1867 in Düsseldorf; † 19. August 1931 in Oberdollendorf bei Bonn) war ein deutscher Maler und Lithograf der Düsseldorfer Schule.

## Leben

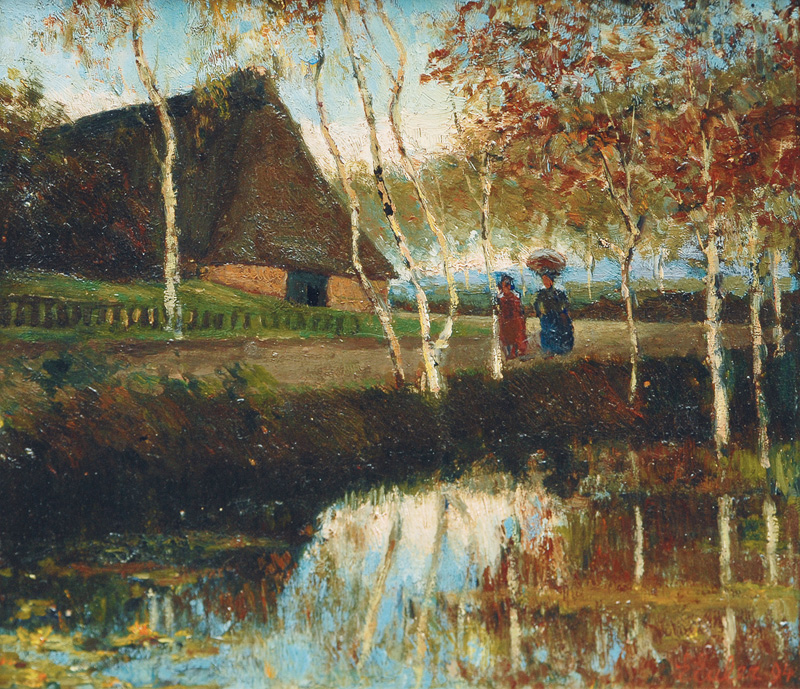
Landschaft bei Worpswede, 1894

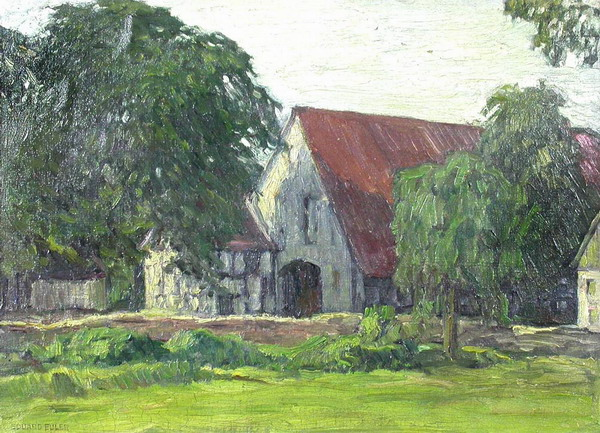
Baumumstandenes Gehöft am Niederrhein, 1931

Mit 21 Jahren begann Euler sein Kunststudium an der Kunstakademie Düsseldorf. 1893/1894 war er dort Schüler in der Landschafterklasse von Eugen Dücker. Mit dessen Unterstützung wechselte Euler danach an die Großherzoglich Badische Kunstschule Karlsruhe zu Gustav Schönleber.
1900 beendete Euler sein Studium und ging nach Südtirol und ließ sich in Meran nieder. Neben regelmäßigen Ausflügen in die Berge und an den Gardasee (z. B. Riva) unternahm Euler zwischen 1901 und 1904 mehrere Studienreisen nach Norddeutschland und an die Nordsee (z. B. Worpswede, Cuxhaven).
Neben seinen Landschaftsschilderungen in seinen Ölgemälden favorisierte Euler mit den Jahren immer mehr die Lithografie.
1914 kehrte Euler nach Deutschland zurück und ließ sich in seiner Vaterstadt nieder. Er starb an seinem 64. Geburtstag.
Eduard Euler war Mitglied im Deutschen Künstlerbund und maßgeblich an der Gründung des Künstlerbundes in Karlsruhe sowie des Meraner Künstlerbundes beteiligt. In Düsseldorf engagierte sich Euler im Vorstand des Künstlervereins Malkasten.

## Familie
Eduard Eulers Großvater, Joseph Euler (1804–1886), war ein Notar, ein Politiker der demokratischen Bewegung und ein Mitglied der Preußischen Nationalversammlung (1848). Eduard Eulers Vater, Otto Euler (* 6. Juni 1835 in Opladen; † 26. Januar 1925 in Düsseldorf), war Advokat am Landgericht Düsseldorf, Geheimer Justizrat, Stadtverordneter und von 1879 bis 1908 Mitglied des Stadtparlaments. In den letzten Jahren war er der Führer der Zentrumspartei. Er hatte neben seiner juristischen Ausbildung auch Kunstgeschichte studiert und war Vorstandsmitglied der Düsseldorfer Kunsthalle.
Seine Mutter Marie Henriette Bendemann (* 20. Juni 1841; † 16. Januar 1874) war die Tochter des Malers Eduard Bendemann, Professor und Direktor der Düsseldorfer Kunstakademie, Künstler der Düsseldorfer Schule und Enkelin von Gottfried Schadow. Sie starb kurz nach der Geburt ihres Sohnes Johannes.
Seine Geschwister waren
- Maria Euler (* 22. Mai 1870) trat nach dem Tod ihres Vaters, den sie betreut hatte, der „Genossenschaft der Töchter vom Heiligen Kreuz“ bei. Am 22. April 1927 legte sie als Schwester Ignatia Loyola die Ordensgelübde ab.
- Johannes Euler (* 2. Januar 1874) studierte Theologie und wurde Pfarrer.